# Erik Trinkaus
Erik Trinkaus, né le 24 décembre 1948, est un paléoanthropologue américain spécialiste de l'Homme de Néandertal et de ses interactions avec Homo sapiens. Il a étudié plus largement les représentants du genre Homo et leur évolution au cours des Pléistocène moyen et supérieur. Trinkaus était dans son dernier poste professeur d'anthropologie physique à l'université Washington de Saint-Louis. Il est membre de l'Académie nationale des sciences américaine. C'est un auteur actif, notamment dans les revues Natural History et Scientific American.

## Formation
Erik Trinkaus a d'abord obtenu un Bachelor of Science (BS) en histoire de l'art et en physique à l'université du Wisconsin à Madison, puis une maîtrise et un doctorat en anthropologie à l'université de Pennsylvanie en 1975.

## Carrière
Erik Trinkaus a terminé sa carrière comme professeur d'anthropologie physique à l'université Washington de Saint-Louis.

## Travaux
Erik Trinkaus a longtemps soutenu différentes versions de la théorie de l'Origine multirégionale de l'homme moderne, aujourd'hui très minoritaire parmi les chercheurs. Le squelette fossile d'Homo sapiens juvénile de Lagar Velho, au Portugal, daté en 1999 d'environ 25 000 ans, semble indiquer une hybridation entre Néandertaliens et Hommes modernes, question qui n'est toujours pas tranchée à ce jour. Les fossiles d'Homo sapiens hybrides de Peștera cu Oase, en Roumanie, datés d'environ 40 000 ans, l'ont conduit à estimer en 2003 que les Néandertaliens avaient contribué au génome des Européens modernes. Toutefois, à partir de 2010, les études génétiques ont montré que seulement environ 2 % du génome des Hommes modernes non-africains est hérité de Néandertal, et que l'hybridation s'est produite au Proche-Orient et non en Europe, contribuant à réfuter à nouveau la théorie multirégionaliste. Les travaux de Trinkaus se sont aussi attachés à étudier les implications culturelles de l'interaction entre les Néandertaliens et les Hommes modernes en Europe.
Les sites voisins de Dolní Věstonice et de Pavlov, dans le sud de la Moravie, en Tchéquie, datés d'il y a entre 25 000 et 27 000 ans, ont livré l'un des plus importants gisements de fossiles d'Hommes modernes du Paléolithique supérieur en Europe, sur lequel Trinkaus s'est penché en 2005.
Ses recherches ont aussi porté sur les origines de l'Homme moderne, l'interprétation du registre fossile, sur les motifs de variation de l'anatomie humaine récente. Elles ont impliqué des analyses biomécaniques d'éléments crâniens et post-crâniens, des adaptations respiratoires et thermiques, de l'évolution neuroanatomique, et des relations entre tous ces éléments.